# José Manuel Naredo
José Manuel Naredo Pérez (Madrid, 9 de febrero de 1942) es un economista y estadístico español, pionero, estudioso y divulgador de la economía ecológica en España, campo en el que ha realizado destacadas aportaciones como autor y editor.

## Formación e investigación
Se doctoró en economía por la Universidad Complutense de Madrid, fue director del programa Economía y naturaleza de la Fundación Argentaria y dirigió el servicio de Análisis de Coyuntura del Instituto Nacional de Estadística. Fue nombrado profesor honorario en el Departamento de Urbanismo de la Universidad Politécnica de Madrid y la Facultad de Ciencias económicas de la Universidad Complutense. En el año 2000 recibió el Premio Nacional de Economía y Medio ambiente y es premio internacional Geocrítica 2008.

### Publicaciones bajo pseudónimo
Naredo ha publicado numerosos artículos en prensa bajo distintos pseudónimos como Arturo López Muñoz (revista Triunfo), en la revista Cuadernos de Ruedo Ibérico (CRI) utilizó varios pseudónimos: Genero Campos Ríos, Aulo Casamayor, Carlos Herreo, Juan Naranco y Guillermo Sanz y también publicó artículos sin firma.

### La Economía en Evolución
Es autor de numerosos libros, artículos y trabajos. Entre los libros destaca La Economía en Evolución, en la editorial Siglo XXI, un erudito análisis de la historia de las categorías básicas del pensamiento económico convencional. En él, muestra cómo factores extracientíficos (psicológicos, históricos, ideologías) influyeron decisivamente en la configuración del objeto de estudio y los procedimientos de la economía convencional. El libro muestra las raíces del deterioro ambiental y social de nuestro tiempo y ofrece líneas de superación de la crisis mediante el enfoque ecointegrador (eco-logía y eco-nomía).
Como economista estudia también otros aspectos de la realidad dejados de lado por los autores habituales: flujos de energía y materiales, agricultura, gestión del agua, territorio y patrimonio inmobiliario.
También es autor de libros y artículos sobre temática política.

## Publicaciones (selección)
Puede consultarse la bibliografía completa de Naredo en su página web oficial.

### Libros
- 1971 - La evolución de la agricultura en España. Desarrollo capitalista y crisis de las formas de producción tradicionales, Editorial Estela, Barcelona, 1971 D.L. B-16858-1971.
- 1971 - La evolución de la agricultura en España (1940-1990), varias ediciones, Laia 1971, Universidad de Granada (con prólogo de Manuel González de Molina) 1996.
- 1978 - La agricultura en el desarrollo capitalista español (en colaboración con José Luís Leal, Joaquín Leguina y Luís Tarrafeta) Siglo XXI, 3ª reed. aumentada en 1986.
- 1987 - La economía en evolución. Historia y perspectivas de las categorías básicas del pensamiento económico, Siglo XXI, reed. actualizada, 1996.
- 1993 - Hacia una ciencia de los recursos naturales (editado en colaboración con Fernando Parra), Siglo XXI.
- 1996 - Sistemas de producción e incidencia ambiental del cultivo enarenado y en sustratos (en colaboración con J. López-Gálvez), Universidad de Almería.
- 2000 - Economía, ecología y sostenibilidad en la sociedad actual (editado en colaboración con Fernando Parra), Universidad de Verano de Castilla y León -Siglo XXI. Con textos de Ramón Margalef y René Passet, entre otros).
- 2001 - Por una oposición que se oponga, Anagrama.
- 2003 - La burbuja inmobiliario-financiera en la coyuntura económica reciente (1985-1995), Siglo XXI.
- 2004 - Ideas y propuestas para una nueva cultura del agua, Bakeaz. Centro Documentación de Estudios para la Paz.
- 2006 - Raíces económicas del deterioro ecológico y social: más allá de los dogmas, Siglo XXI
- 2009 - Luces en el laberinto. Autobiografía intelectual. Alternativas a la crisis [Reflexiones con Óscar Carpintero y Jorge Riechmann], Los libros de la Catarata.[5]
- 2011 - El modelo inmobiliario español y su culminación en el caso valenciano, (en colaboración con Antonio Montiel Márquez), Antrazyt.[6]
- 2012 - 101 dardos contra el poder y sus engaños, Icaria Editorial.
- 2014 - ¿Qué hacemos por la vivienda? (en colaboración con Alejandro Inurrieta, Nacho Murgui y Edurne Irigoien), Akal.
- 2015 - Raices economicas del deterioro ecológico y social, Madrid, Siglo XXI, reedición actualizada y ampliada.
- 2015 - Economía, Poder y Política. Crisis y cambio de paradigma, Madrid, Díaz & Pons, reedición actualizada y ampliada.
- 2015 - La economía en evolución. Historia y perspectivas de las categorías básicas del pensamiento económico, Madrid, Siglo XXI, reedición actualizada y ampliada.
- 2019 - Taxonomía del lucro, Siglo XXI editores, ISBN 978-84-323-1938-9.[7]

### Artículos
Puede consultarse una amplia bibliografía de Naredo en su página web oficial.
- 2010 - El modelo inmobiliario español y sus consecuencias Comunicación en Urbanismo, democracia y mercado: una experiencia española (1970-2010), Université París 12 Val-de-Marne.
- 2013 - Ideología político-económica dominante y claves para un nuevo paradigma Ideología político-económica dominante y claves para un nuevo paradigma Archivado el 15 de marzo de 2016 en Wayback Machine.. Revista de economía Crítica, n.º 16, segundo semestre 2013, ISBN 2013-5254.(108-143)[8]
- 2019 - Diagnóstico del panorama inmobiliario actual. ¿Rebrota una burbuja inmobiliaria comparable a la anterior?. revista PAPELES de relaciones ecosociales y cambio global N.º 145 2019, pp. 129-140.